# Hoàn Nhan Doãn Tế
Hoàn Nhan Vĩnh Tế (chữ Hán: 完颜永济, 1168？—11 tháng 9, 1213), vốn tên là Hoàn Nhan Doãn Tế (完颜允济), tên tự là Hưng Thắng (興勝), là hoàng đế thứ 7 của nhà Kim trong lịch sử Trung Quốc, Ông tại vị trong 5 năm (29/12/1208 – 11/9/1213).
Hoàn Nhan Vĩnh Tế là con trai thứ bảy của Kim Thế Tông Hoàn Nhan Ung, mẹ là Nguyên phi họ Lý. Sau khi người cháu là Kim Chương Tông qua đời mà không có người nối dõi, Vĩnh Tế thừa cơ đoạt lấy ngôi vua.
Trong khoảng thời gian cai trị của ông, Thành Cát Tư Hãn của Mông Cổ đem quân xâm lược nước Kim, nước Kim liên tiếp bị thua trận. Bên trong, Hữu phó soát Ngột Thạch Liệt Hồ Sa Hổ do có ý bất mãn, nhân có hội nắm binh quyền đã tạo phản, sát hại Vĩnh Tế vào năm 1213 rồi lập Dực vương Tuân lên nối ngôi, là Kim Tuyên Tông.

## Thân thế
Hoàn Nhan Doãn Tế là em trai của Hoàn Nhan Doãn Cung, là chú của Kim Chương Tông. Ông là con trai thứ 7 của Kim Thế Tông Hoàn Nhan Ung, mẹ là Lý nguyên phi, chào đời vào năm 1168 dưới triều Kim Thế Tông. Vào năm 1171, ông được phong làm Tiết vương, cùng năm cải thành Phong vương. Khi trưởng thành, Vệ vương Vĩnh Tế dung mạo tuấn tú, râu đẹp, tính tình kiệm ước không thích khoe khoang. Năm 1185, được gia phong Khai phủ nghi đồng tam ti, năm sau là Bí thư giám, rồi lại chuyển làm Thượng thư bộ Hình. Năm 1187, đổi làm Điện tiền đô điểm kiểm.
Năm 1189, Kim Thế Tông mất, người cháu đích là Cảnh lên kế ngôi, là Kim Chương Tông. Cùng năm đó ông được đổi phong làm Lộ vương, vì kiêng húy Hiển Tông (Hoàn Nhan) Doãn Cung (bố Chương Tông, anh Doãn Tế) nên ông bị đổi tên thành Vĩnh Tế.
Kim Chương Tông hôn dung vô năng, bên trong đam mê nữ sắc, để cho ngoại thích Lý thị kiểm soát hết triều chính, bên ngoài nghi kị tông thần, công thần, trước sau đã giết hại các hoàng thúc Triệu vương Vĩnh Đạo, Trịnh vương Vĩnh Trung. Đến khi Vĩnh Đạo được minh oan thì lại không có người kế tự, nên con trai của Vĩnh Tế được phong làm tự cho Triệu vương; đồng thời ông được phong tiết độ sứ ở Vũ Định quân. Năm thứ 8 (1197), từ Vũ Định quân vào triều yết. Bấy giờ Kim chủ đối với người thân đề phòng rất nghiêm; ngoài việc giết hai vương trước kia thì đối với những người vương gia còn lại trong tông thất cũng bố trí người quan sát, kềm kẹp. Riêng có Vĩnh Tế tuy là em cùng mẹ với Vĩnh Đạo nhưng do nhu nhược vô năng nên Kim chủ không những không ghét bỏ mà còn thương yêu nữa. Bấy giờ hậu cung không sinh được hoàng tử, nhà vua cũng không có ý lập anh hoặc em, mà muốn nhường ngôi cho Vĩnh Tế.

## Lên ngôi vua
Vào năm 1208, nông lịch ngày 20 thang 11, Kim Chương Tông lâm bệnh nặng mà không có con để nối dõi. Bấy giờ trong cung có hai phi tử Giả thị, Phạm thị đang mang thai nhưng chưa sanh nở. Nguyên phi Lý thị cùng Hoàng môn thị lang Lý Tân Hỉ bàn nhau, rồi triệu Bình chương chánh sự Hoàn Nhan Khuông vào triều, soạn di chiếu lập Vĩnh Tế lên ngôi. Ngày 29 tháng 12 năm 1108, di chiếu hoàng thúc Vĩnh Tế tức vị hoàng đế. Trong di chiếu còn bảo về việc hai phi tử có mang, nếu như sinh con trai thì hãy lập làm thái tử.
Vệ vương Vĩnh Tế lên ngôi hoàng đế, lập Nguyên phi Đồ Đan thị làm Hoàng hậu. Vĩnh Tế bàn kế với Bình chương chánh sự Bộc Tán Đoan nói rằng Giả thị vốn phải sinh vào tháng 11 mà nay đã quá 3 tháng; còn Phạm thị phải sinh vào tháng giêng mà thai khí tổn thương, đến nay ngự y chẩn không thấy thai. Rồi bá cáo trong kinh ngoài trấn rằng Giả thị vốn không mang thai, Phạm thị bị sẩy thai, hai người bị bắt phải làm ni cô. Bộc Tán Đoan sau đó được thăng làm Hữu Thừa tướng.
Mùa hạ năm 1209, Kim chủ hạ chiếu định tội của Nguyên phi Lý thị, là người sủng phi của Chương Tông là cùng với Giả thị mưu giả có mang để chiếm đoạt triều chính, ý đồ xấu xa; rồi buộc Lý thị và Giả thị phải tự tử; anh Lý thị là Hỉ Nhi bị đày đi châu xa. Hoàn Nhan Khuông tham gia vào việc khép tội Lý thị, được bái Thượng thư lệnh, phong Thân vương.
Đầu năm 1210, Hoàn Nhan Khuông chết, thăng Hữu Thừa tướng Bộc Tán Đoan làm Tả Thừa tướng, Ngự sử Trương Hành Giản làm Thái bảo. Cuối năm 1211, Vĩnh Tế lấy Thượng Kinh lưu thủ Đồ Đan Dật làm Hữu Thừa tướng.

## Chiến tranh với người Mông Cổ
Năm 1206, Thủ lĩnh bộ tộc Thát Đát là Thiết Mộc Chân thống nhất các bộ lạc, lên ngôi Đại Hãn, và có ý định bành trướng khắp Âu - Á. Khi đó Kim chủ Vĩnh Tế gửi thư lên ngôi đến Mông Cổ. Thiết Mộc Chân biết rõ vua Kim là kẻ vô năng, nên từ đó bỏ không chịu thần phục và nảy sinh ý định phạt Kim.
Năm 1209, Mông Cổ xuất binh tấn công thần thuộc của Kim là Tây Hạ. Tây Hạ hướng sang Kim cầu viện song Vệ Thiệu Vương ngồi nhìn không ứng cứu. Tây Hạ sau đó khuất phục Mông Cổ. Năm 1211, Thành Cát Tư Hãn liên kết với người Hạ xuất binh đánh Kim. Được tin, Kim chủ mệnh Chương Độc Cát Thiên Gia Nô, Ngột Thạch Liệt Hồ Sa Hổ làm tướng ra Tây Kinh chống giữ, nhưng bị quân Mông đánh cho một trận lớn, phải tháo chạy. Bấy giờ Hồ Sa Hổ tuy là thua trận nhưng không bị trách phạt mà còn được phong Hữu phó soái, Quyền Thượng thư Tả thừa.
Thành Cát Tư Hãn vào Tây Kinh, chia quân đánh chiếm các châu quận. Tháng 8 năm 1211, hai quân giao chiến một trận lớn tại Dã Hồ Lĩnh. Triều đình nhà Kim đã học được bài học thất bại trong giai đoạn đầu của cuộc chiến tranh là"chia mỏng quân đội để đóng giữ ở các cửa ải, các thành quách", bắt đầu áp dụng chiến lược"tập trung quân số"để đối phó với quân địch. Nhà Kim tập trung 45 vạn quân tinh nhuệ trên cả nước, dàn trận tại Dã Hồ Lãnh, với ý đồ dồn quân đội Mông Cổ vào con đường chết. Thành Cát Tư Hãn đã tiếp nhận kiến nghị của Mộc Hoa Lê, trước tiên dùng đội quân cảm tử để thọc sâu vào Trung quân của Kim, rồi sau đó các cánh quân khác mới mở đường tấn công, tức tập trung 10 vạn quân để đánh thẳng vào một mục tiêu chủ yếu. Hơn nữa, chủ soái của Mông Cổ dù đứng trước mọi tình trạng nguy hiểm vẫn không hốt hoảng, vẫn bình tĩnh chỉ huy. Các tướng sĩ của Mông Cổ dám xông lên chiến đấu. Do vậy, chủ lực của triều đình nhà Kim mới bị đánh bại. Riêng quân Kim tiếp ứng chưa đánh đã bỏ chạy trước. Xác chết của quân Kim đã nằm rải rác trên một diện tích rộng hằng trăm dặm. Tiếp đó, quân Mông Cổ hạ Bắc, Tây, Đông ba kinh, chiếm hơn 90 thành trì của nước Kim. Nước Kim ngày càng nguy cấp.
Tin thất bại khiến cả triều đình nhà Kim bàng hoàng. Kim chủ phải cho bãi chức của Bộc Tán Đoan. Vào tháng 9, quân Mông Cổ tiến đến gần Trung Đô. Kim chủ thất kinh, muốn bỏ Yến Kinh chạy về Biện Kinh nhưng quân Kim liều sức chiến đấu, cộng thêm thành phòng vệ kiên cố và có trọng binh phòng thủ nên tạm đánh lui được quân Mông. Tháng 7 năm 1213, Thành Cát Tư Hãn tập trung đại quân từ Dã Cô Lãnh tấn công và đập tan 30 vạn quân Kim ở Cối Hà Bảo, rồi tiến thẳng tới Cư Dung Quan, bao vây Tây Kinh. Cùng năm, một người Kim tên là Da Luật Lưu Ca tại tỉnh Cát Lâm đã khởi binh phản Kim, trong vài tháng đã phát triển đến trên mười vạn người. Da Luật Lưu Ca dựa vào Mông Cổ, tại phụ cận Xương Đồ, Liêu Ninh ngày nay đã dánh bại 60 vạn quân Kim. Tình hình Kim trở nên xấu đi.

## Cái chết
Vệ Thiệu Vương đối đãi do dự, không có tài an bang trị quốc, chỉ biết thủ thành. Ông không khéo dùng người, không phân biệt trung gian, cuối cùng dẫn đến đại họa sát thân.
Hồ Sa Hổ đã từng bị Kim chủ bãi chức nên sinh ra oán hận, mưu đồ thoán nghịch. Mùa hạ năm 1213, ông ta được phong làm Hữu phó nguyên soái, nắm 5000 Vũ Vệ quân đồn trú ở phía bắc Trung Đô. Hồ Sa Hổ sau đó cho giết sứ giả của nhà vua, rồi cùng đồ đảng Hoàn Nhan Sửu Nô nói thác là vâng chiếu đi đánh Tri Đại Hưng phủ Đồ Đan Nam Bình làm phản rồi đưa quân vào Yến Kinh, hạ trại ở cửa Quảng Dương. Sau đó Hồ Sa Hổ giết chết Đồ Đan Nam Nình, đến cửa Đông Hoa; được hộ vệ Tà Liệt, Hòa Nhĩ đưa vào cung, xưng làm Giảm quốc Đô nguyên soái, ép Vĩnh Tế ra khỏi cung, cho 200 quân canh giữa. Lại sai viên Hoàng môn đến chỗ Tả phu nhân Trịnh thị để lấy ngọc tỉ. Trịnh thị nhất định không đưa nói
Ngọc tỉ là đồ của thiên tử. Hồ Sa Hổ chỉ là thần tử, sao dám lấy đi? Còn mày là cận vệ được vương ân sâu nặng, lúc chủ gặp nạn sao không tận trung mà lại hùa với giặc lấy ngọc tỉ. Đầu tao lấy được nhưng ngọc tỉ thì không?
Hồ Sa Hổ vẫn cho người cướp lấy ngọc tỉ, giết thêm mấy chục người; rồi giết Kim chủ Vĩnh Tế. Lai theo ý của Đồ Đan Dật, cho người rước anh của cố chủ Cảnh là Dực vương Tuấn lên ngôi, là Kim Tuyên Tông. Tân Kim chủ bị ép phải giáng Vĩnh Tế làm Đông Hải quận hầu. Không lâu sau Hồ Sa Hổ bị Thuật Hổ Cao Kì giết chết.
Năm Trinh Hữu thứ 4 (1216), Kim Tuyên Tông ra chiếu truy phục Doãn Tế là Vệ Vương, thụy là Thiệu, đời sau gọi là Vệ Thiệu Vương.

## Gia đình

### Thê thiếp
- Vệ Thiệu Vương Hậu Đồ Đan thị
- Khâm Thánh phu nhân Viên thị

### Con cái
- Lương Vương Hoàn Nhan Tùng Khắc
- Hoàn Nhan Cư
- Hoàn Nhan Tuyên
- Hoàn Nhan Tảo
- Kì Quốc Công chúa (Mẫu Viên thị), gả cho Thành Cát Tư Hãn